# 大路口镇
大路口镇，是中华人民共和国安徽省宿州市泗县下辖的一个乡镇级行政单位。

## 行政区划
大路口镇下辖以下地区：
邓公村、皇姑村、龙沟村、大张村、龙湖村、河平村、西李村、石霸村和泗县农科所社区。